# HIDAMARILAND GO LAND
『HIDAMARILAND GO LAND』（ヒダマリランド・ゴー・ランド）は、2009年3月25日にLantisから発売されたシングル。

## 概要
表題曲『ひだまりランド・ゴーランド』は、イベント『超ひだまつりZ』のために制作された。カップリング曲には、『ひだまりランド・ゴーランド』の別バージョンを収録。2曲目は、アニメシリーズでエンディングテーマを担当しているmarbleが歌っている。3曲目には、アニメシリーズのBGMを作曲している菊谷知樹とmarbleの菊池達也による菊×菊ギターバージョンが収録されている。

## 収録曲
（全作詞：畑亜貴、作曲：Tatsh）
1. ひだまりランド・ゴーランド [5:59]
歌:ゆの（阿澄佳奈）、宮子（水橋かおり）、ヒロ（後藤邑子）、沙英（新谷良子）、吉野屋先生（松来未祐）、校長先生（チョー）、うめ先生（蒼樹うめ）
編曲：原田勝通
2. ひだまりランド・ゴーランド ひだま〜ぶるバージョン [5:53]
歌:marble
編曲：菊池達也
3. ひだまりランド・ゴーランド 菊×菊ギターバージョン [3:12]
編曲：菊谷知樹、ギター：菊谷知樹・菊池達也（marble）
4. ひだまりランド・ゴーランド（off vocal）
5. ひだまりランド・ゴーランド marbleバージョン（off vocal）